# The Kingdom Within (film 1922)
The Kingdom Within è un film muto del 1922 diretto da Victor Schertzinger. Sceneggiato da Kenneth B. Clarke, aveva come interpreti Russell Simpson, Gaston Glass, Pauline Starke, Ernest Torrence.

## Trama
Amos Deming, che è cresciuto con un braccio paralizzato, è detestato dal padre a causa della sua malformazione. Il giovane, di conseguenza, ha sviluppato un tenero amore per i bambini per i quali costruisce i suoi giocattoli. La vicina di casa dei Deming, Emily Preston, è un'infelice che vive bandita dalla comunità che la ostracizza perché suo fratello Preston è in prigione. I due giovani, accomunati da un triste destino, fraternizzano. Quando Preston viene scarcerato, Krieg, l'assassino di un boscaiolo, cerca di addossargli la colpa del delitto, minacciando Emily se dovesse parlare. Alle richieste di aiuto della ragazza, aggredita dall'uomo, accorre Amos che, lottando con Krieg, si accorge che il suo braccio è miracolosamente guarito. Krieg finisce consegnato ai tutori dell'ordine, mentre Amos, conquistato l'amore di Emily, finalmente viene accettato anche da suo padre che si riconcilia con lui.

## Produzione
Il film fu prodotto dalla Producers Security Corporation.

## Distribuzione
Distribuito dalla W.W. Hodkinson, il film uscì nelle sale statunitensi il 24 dicembre 1922. 
Non si conoscono copie ancora esistenti della pellicola che viene considerata presumibilmente perduta.